# MTV Video Music Awards 2023
La 40ª edizione degli MTV Video Music Awards si è tenuta il 12 settembre 2023, presso il Prudential Center di Newark, in New Jersey. L'evento è stato condotto dalla rapper trinidadiana Nicki Minaj per il secondo anno consecutivo.
La lista delle candidature è stata annunciata l'8 agosto 2023: Taylor Swift ha ricevuto il maggior numero di nomination (11), seguita da SZA (8) e dalle Blackpink, Nicki Minaj, Doja Cat, Olivia Rodrigo, e Miley Cyrus (6 ciascuna).
Taylor Swift è l'artista più premiata della serata con 9 premi vinti, seguita da Shakira e dalle Blackpink con 2.

## Cerimonia

### Presentatori
| Contesto        | Presentatori | Presentatori                                         |
| Contesto        | Principale   | Secondari                                            |
| --------------- | ------------ | ---------------------------------------------------- |
| Pre-show        | Saweetie     |                                                      |
| Pre-show        | Saweetie     | Nessa                                                |
| Pre-show        | Saweetie     | Dometi Pongo                                         |
| Pre-show        | Saweetie     | Kevan Kenney                                         |
| Show principale | Nicki Minaj  |                                                      |
| Show principale | Nicki Minaj  | A Boogie wit da Hoodie                               |
| Show principale | Nicki Minaj  | Anuel AA                                             |
| Show principale | Nicki Minaj  | Ashanti e French Montana                             |
| Show principale | Nicki Minaj  | Bebe Rexha                                           |
| Show principale | Nicki Minaj  | Billy Porter                                         |
| Show principale | Nicki Minaj  | Charli D'Amelio e Dixie D'Amelio                     |
| Show principale | Nicki Minaj  | Chloe x Halle                                        |
| Show principale | Nicki Minaj  | Coco Jones                                           |
| Show principale | Nicki Minaj  | Dove Cameron                                         |
| Show principale | Nicki Minaj  | Emily Ratajkowski                                    |
| Show principale | Nicki Minaj  | Fat Joe e Thalía                                     |
| Show principale | Nicki Minaj  | GloRilla                                             |
| Show principale | Nicki Minaj  | Ice Spice                                            |
| Show principale | Nicki Minaj  | Jared Leto e Shannon Leto                            |
| Show principale | Nicki Minaj  | LL Cool J                                            |
| Show principale | Nicki Minaj  | Madelyn Cline                                        |
| Show principale | Nicki Minaj  | Mary J. Blige                                        |
| Show principale | Nicki Minaj  | Metro Boomin, Swae Lee, Nav e A Boogie wit da Hoodie |
| Show principale | Nicki Minaj  | Nelly Furtado e Timbaland                            |
| Show principale | Nicki Minaj  | NSYNC                                                |
| Show principale | Nicki Minaj  | Reneé Rapp                                           |
| Show principale | Nicki Minaj  | Rita Ora                                             |
| Show principale | Nicki Minaj  | Sabrina Carpenter                                    |
| Show principale | Nicki Minaj  | Saweetie                                             |
| Show principale | Nicki Minaj  | Shenseea                                             |
| Show principale | Nicki Minaj  | Tiffany Haddish                                      |
| Show principale | Nicki Minaj  | Wyclef Jean                                          |

### Esibizioni
| Artisti                                                                                               | Canzoni |
| Pre-show                                                                                              | Pre-show |
| --- | --- |
| NLE Choppa                                                                                            | Ain't Gonna Answer It's Getting Hot Hot in Herre (con Nelly)                                                                                      |
| Sabrina Carpenter                                                                                     | Feather Nonsense |
| Extended play stage                                                                                   | |
| Kaliii                                                                                                | Area Codes K Toven |
| Reneé Rapp                                                                                            | Too Well' Pretty Girls |
| The Warning                                                                                           | More Evolve |
| Show principale                                                                                       | |
| Lil Wayne                                                                                             | Uproar Kat Food |
| Olivia Rodrigo                                                                                        | Vampire Get Him Back! |
| Cardi B e Megan Thee Stallion                                                                         | Bongos |
| Demi Lovato                                                                                           | Heart Attack (Rock Version) Sorry Not Sorry (Rock Version) Cool for the Summer (Rock Version)                                                     |
| Anitta                                                                                                | Used to Be Funk Rave Casi Casi Grip |
| Doja Cat                                                                                              | Attention Paint the Town Red Demons |
| Shakira                                                                                               | Video Vanguard Medley: She Wolf Te felicito TQG Objection (Tango) Ojos así Whenever, Wherever Hips Don't Lie Shakira: Bzrp Music Sessions Vol. 53 |
| Nicki Minaj                                                                                           | Last Time I Saw You Big Difference |
| Karol G                                                                                               | Oki Doki Tá OK (Remix) |
| Diddy                                                                                                 | Global Icon Medley: I'll Be Missing You Bad Boy for Life (con King Combs) I Need a Girl (Part Two) (Con Yung Miami) Last Night (con Keyshia Cole) |
| Peso Pluma                                                                                            | Lady Gaga |
| Stray Kids                                                                                            | S-Class |
| A Boogie wit da Hoodie Future Metro Boomin Nav Swae Lee                                               | Superhero (Heroes & Villains) Calling |
| Fall Out Boy                                                                                          | We Didn't Start the Fire |
| TXT                                                                                                   | Back for More (con Anitta) |
| Måneskin                                                                                              | Honey (Are U Coming?) |
| Kelsea Ballerini                                                                                      | Penthouse |
| Darryl McDaniels Doug E. Fresh Grandmaster Flash and the Furious Five Lil Wayne LL Cool J Nicki Minaj | Hip Hop 50th Anniversary Medley: The Message The Show Itty Bitty Piggy Red Ruby da Sleeze I'm Bad Mama Said Knock You Out Rock Box Walk This Way  |

## Vincitori e candidature
In grassetto sono evidenziati i vincitori.

### Video dell'anno
- Taylor Swift – Anti-Hero
- Doja Cat – Attention
- Miley Cyrus – Flowers
- Nicki Minaj – Super Freaky Girl
- Olivia Rodrigo – Vampire
- Sam Smith e Kim Petras – Unholy
- SZA – Kill Bill

### Artista dell'anno
- Taylor Swift
- Beyoncé
- Doja Cat
- Karol G
- Nicki Minaj
- Shakira

### Canzone dell'anno
- Taylor Swift – Anti-Hero
- Miley Cyrus – Flowers
- Olivia Rodrigo – Vampire
- Rema e Selena Gomez– Calm Down
- Sam Smith e Kim Petras – Unholy
- Steve Lacy – Bad Habit
- SZA – Kill Bill

### Gruppo musicale dell'anno
- Blackpink
- Fifty Fifty
- Flo
- Jonas Brothers
- Måneskin
- NewJeans
- Seventeen
- TXT

### Album dell'anno
- Taylor Swift – Midnights
- Beyoncé – Renaissance
- Drake e 21 Savage – Her Loss
- Metro Boomin – Heroes & Villains
- Miley Cyrus – Endless Summer Vacation
- SZA – SOS

### Miglior artista esordiente
- Ice Spice
- GloRilla
- Kaliii
- Peso Pluma
- PinkPantheress
- Reneé Rapp

### Esibizione Push dell'anno
- TXT – Sugar Rush Ride
- Saucy Santana – Booty
- Stephen Sanchez – Until I Found You
- Jvke – Golden Hour
- Flo Milli – Conceited
- Reneé Rapp – Colorado
- Sam Ryder – All the Way Over
- Armani White – Goated
- Fletcher – Becky's So Hot
- Ice Spice – Princess Diana
- Flo – Losing You
- Lauren Spencer-Smith – That Part

### Miglior collaborazione
- Karol G e Shakira – TQG
- David Guetta e Bebe Rexha – I'm Good (Blue)
- Post Malone e Doja Cat – I Like You (A Happier Song)
- Diddy (featuring Bryson Tiller, Ashanti e Young Miami) – Gotta Move On
- Metro Boomin (featuring The Weeknd, 21 Savage e Diddy) – Creepin' Remix
- Rema e Selena Gomez – Calm Down

### Miglior video pop
- Taylor Swift – Anti-Hero
- Demi Lovato – Swine
- Dua Lipa – Dance the Night
- Ed Sheeran – Eyes Closed
- Miley Cyrus – Flowers
- Olivia Rodrigo – Vampire
- Pink – Trustfall

### Miglior video hip-hop
- Nicki Minaj – Super Freaky Girl
- Diddy (featuring Bryson Tiller, Ashanti e Youg Miami) – Gotta Move On
- DJ Khaled (featuring Drake e Lil Baby) – Staying Alive
- GloRilla e Cardi B – Tomorrow 2
- Lil Uzi Vert – Just Wanna Rock
- Lil Wayne (featuring Swizz Beatz e DMX) – Kant Nobody
- Metro Boomin (featuring Future) – Superhero (Heroes & Villains)

### Miglior video R&B
- SZA – Shirt
- Alicia Keys (featuring Lucky Daye) – Stay
- Chlöe (featuring Chris Brown) – How Does It Feel
- Metro Boomin (featuring The Weeknd, 21 Savage e Diddy) – Creepin' Remix
- Toosii – Favorite Song
- Yung Bleu e Nicki Minaj – Love in the Way

### Miglior video K-pop
- Stray Kids – S-Class
- Aespa – Girls
- Blackpink – Pink Venom
- Fifty Fifty – Cupid
- Seventeen – Super
- TXT – Sugar Rush Ride

### Miglior video alternativo
- Lana Del Rey (featuring Jon Batiste) – Candy Necklace
- Blink-182 – Edging
- Boygenius – The Film
- Fall Out Boy – Hold Me Like a Grudge
- Paramore – This Is Why
- Thirty Seconds to Mars – Stuck

### Miglior video rock
- Måneskin – The Loneliest
- Foo Fighters – The Teacher
- Linkin Park – Lost
- Red Hot Chili Peppers – Tippa My Tongue
- Metallica – Lux æterna
- Muse – You Make Me Feel Like It's Halloween

### Miglior video latino
- Anitta – Funk Rave
- Bad Bunny – Where She Goes
- Eslabón Armado e Peso Pluma – Ella baila sola
- Grupo Frontera e Bud Bunny – Un x100to
- Karol G e Shakira– TQG
- Rosalía – Despechá
- Shakira – Acróstico

### Miglior video afrobeat
- Rema e Selena Gomez – Calm Down
- Ayra Starr – Rush
- Burna Boy – It's Plenty
- Davido (featuring Musa Keys) – Unavailable
- Fireboy DML e Asake – Bandana
- Libianca – People
- Wizkid (featuring Ayra Starr) – 2 Sugar

### Miglior video con un messaggio sociale
- Dove Cameron – Breakfast
- Alicia Keys – If I Ain't Got You
- Bad Bunny – El apagón – Aquí vive gente
- Demi Lovato – Swine
- Imagine Dragons – Crushed
- Maluma – La reina

### Miglior regia
- Taylor Swift – Anti-Hero (Taylor Swift)
- Doja Cat – Attention (Tanja Muïn'o)
- Drake – Falling Back (Julien Christian Lutz)
- Kendrick Lamar – Count Me Out (Dave Free e Kendrick Lamar)
- Megan Thee Stallion – Her (Colin Tilley)
- Sam Smith e Kim Petras – Unholy (Floria Sigismondi)
- SZA – Kill Bill (Christian Breslauer)

### Migliore direzione artistica
- Doja Cat – Attention (Spencer Graves)
- Boygenius – The Film (Jen Dunlap)
- Blackpink – Pink Venom (Seo Hyun Seung)
- Lana Del Rey (featuring Jon Batiste) – Candy Necklace (Brandon Mendez)
- Megan Thee Stallion – Her (Niko Philipides)
- SZA – Shirt (Kate Bunch)

### Migliore coreografia
- Blackpink – Pink Venom (Kiel Tutin, Sienna Lalau, Lee Jung e Taryn Cheng)
- Dua Lipa – Dance the Night (Charm LaDonna)
- Jonas Brothers – Waffle House (Jerry Reece)
- Megan Thee Stallion – Her (Sean Bankhead)
- Panic! at the Disco – Middle of a Breaku (Monika Felice Smith)
- Sam Smith e Kim Petras – Unholy (Marine Brutti, Jonathan Debrouwer e Arthur Harel)

### Miglior fotografia
- Taylor Swift – Anti-Hero (Rina Yang)
- Adele – I Drink Wine (Adam Newport-Berra)
- Ed Sheeran – Eyes Closed (Natasha Baier)
- Janelle Monáe – Lipstick Love (Allison Anderson)
- Kendrick Lamar – Count Me Out (Adam Newport-Berra)
- Miley Cyrus – Flowers (Marcell Rev)
- Olivia Rodrigo – Vampire (Russ Fraser)

### Miglior montaggio
- Olivia Rodrigo – Vampire (Sofia Kerpan e David Checel)
- Blackpink  – Pink Venom (Seo Hyun Seung)
- Kendrick Lamar – Rich Spirit (Grason Caldwell)
- Miley Cyrus – River (Brandan Walter)
- SZA – Kill Bill (Luis Caraza Peimbert)
- Taylor Swift – Anti-Hero (Chancler Haynes)

### Migliori effetti speciali
- Taylor Swift – Anti-Hero
- Fall Out Boy – Love from the Other Side
- Harry Styles – Music for a Sushi Restaurant
- Melanie Martinez – Void
- Nicki Minaj – Super Freaky Girl
- Sam Smith e Kim Petras – Unholy

### Canzone dell'estate
- Jung Kook (featuring Latto) – Seven
- Beyoncé – Cuff It
- Billie Eilish – What Was I Made For?
- Doja Cat – Paint the Town Red
- Doechii (featuring Kodak Black) – What It Is (Block Boy)
- Dua Lipa – Dance the Night
- Fifty Fifty – Cupid
- Gunna – Fukumean
- Nicki Minaj e Ice Spice con Aqua – Barbie World
- Olivia Rodrigo – Vampire
- SZA – Kill Bill
- Taylor Swift (featuring Ice Spice) – Karma
- TXT e Jonas Brothers – Do It Like That
- Luke Combs – Fast Car
- Troye Sivan – Rush
- Yng Lvcas e Peso Pluma – La Bebe

### Esibizione dell'estate
- Taylor Swift
- Beyoncé
- Blackpink
- Drake
- Ed Sheeran
- Karol G

### Premio alla carriera (Michael Jackson Video Vanguard Award)
- Shakira

### Icona globale
- Diddy